# وسلینوواتس
وسلینوواتس (به صربی: Veselinovac) یک روستا در صربستان است که در ناحیه کولوبارا واقع شده‌است.
 وسلینوواتس  ۲۴۰ نفر جمعیت دارد.